# 昭君镇 (兴山县)
昭君镇是中国湖北省宜昌市兴山县所辖的一个镇，原名高阳镇，变更新镇名是为了纪念王昭君。

## 地理
昭君镇位于严家山南麓，香溪河北岸。

## 历史
高阳镇建于北宋开宝元年，至今已有1034年历史。2009年8月17日起，当局把高阳镇改名为昭君镇。

## 行政区划
现辖：
高阳社区、明妃社区、陈家湾村、响滩村、金乐村、昭君村、滩坪村、响龙村、青华村、大礼村和黄家堑村。